# Nicola Colonna di Stigliano
Nicola Colonna di Stigliano (Nápoles, 15 de julho de 1730 - Savignano di Romagna, 31 de março de 1796) foi um cardeal do século XVIII e XIX

## Nascimento
Nasceu em Nápoles em 15 de julho de 1730. Quarto dos sete filhos de Ferdinando Colonna, príncipe de Stigliano, e Luigia Caracciolo, dos príncipes de Santobuono e dos duques de Bagnara. Os outros irmãos eram Marcantonio (vice-rei da Sicília em 1774), Giuliano, Felice, Lorenzo Filippo, Margherita e Costanza. Seu primeiro nome também está listado como Niccolò e como Niccolo; e seu sobrenome como Columna de Hostiliano. Sobrinho-neto do Cardeal Prospero Colonna (1739). Sobrinho do Cardeal Giovanni Costanzo Caracciolo (1759), por parte de mãe. Outros cardeais dos diferentes ramos da família foram Giovanni Colonna, iuniore (1212); Giacomo Colonna (1278); Pietro Colonna (1288); Egídio Colonna, OESA (1302); Giovanni Colonna (1327); Agapito Colonna (1378); Stefano Colonna (1378); Oddone Colonna (1405) (Papa Martinho V); Próspero Colonna (1426); Giovanni Colonna (1480); Pompeo Colonna (1517); Marco Antonio Colonna , sênior (1565); Ascanio Colonna (1586); Colonna, Girolamo (1627); Federico Baldeschi Colonna (1673); Carlos Colonna (1706); Girolamo Colonna (1743); Próspero Colonna (1743); Marcantonio Colonna , iuniore (1759); e Pietro Colonna Pamphili (1766). Ele foi o último dos cardeais Colonna.

## Educação
Estudou na Universidade La Sapienza , em Roma, onde obteve o doutorado em utroque iure , tanto em direito canônico quanto em direito civil, em 13 de abril de 1752.

## Juventude
Nomeado referendário dos Tribunais da Assinatura Apostólica de Justiça e de Graça em 6 de julho de 1752. Participativo apostólico protonotário em 1752. Relator da Sagrada Consulta . Vice-legado em Ferrara, 1753 a 1759; por incompatibilidade com o cardeal legado Giovanni Francesco Banchieri, residiu em Bolonha. Clérigo da Câmara Apostólica em 1756. Praeses dos clérigos da Câmara Apostólica em 1761. Prefeito dos arquivos, 1768. Vigário do Collegio di San Lorenzo em Damaso , Roma. Primicério e econômico da Igreja Real Napolitana do Espírito Santo, Roma. Recebeu o subdiaconado em 6 de abril de 1776; e o diaconado em 8 de abril de 1776.

## Sacerdócio
Ordenado em 9 de abril de 1776.

## Episcopado
Eleito arcebispo titular de Sebastea, 20 de maio de 1776. Consagrado, 28 de maio de 1776, catedral de Frascati, pelo cardeal Henry Benedict Mary Stuart, bispo de Frascati, duque de York, assistido por Orazio Mattei, arcebispo titular de Colosso, e por Stefano Evodio Assemani, arcebispo titular de Apamea. Núncio na Espanha, 7 de junho de 1776. Chegou a Madrid no dia 14 de setembro seguinte; permaneceu no cargo até 13 de setembro de 1785, quando chegou seu sucessor, o núncio Ippolito Vincenti, arcebispo titular de Corinto. Na audiência de despedida, o rei da Espanha, Carlos III, concedeu-lhe um rico benefício.

## Cardinalato
Criado cardeal sacerdote no consistório de 14 de fevereiro de 1785; com breve apostólico datado de 25 de fevereiro de 1785, o papa enviou-lhe o barrete vermelho a Madrid com monsenhor Marino Carafa, apto papal ; toda a família real, juntamente com os embaixadores de França e de Nápoles, assistiram à cerimónia solene de imposição do barrete vermelho pelo rei Carlos III; recebeu o chapéu vermelho em 18 de março de 1786; e o título de S. Stefano al Monte Celio, 24 de julho de 1786. Atribuído à SS. CC. da Propaganda Fide, Sagrada Consulta , Bispos e Regulares, e delle Acque. Nomeado legado na Romagna (Romandiola) por um triênio em 24 de julho de 1786; entrou em sua legação no dia 22 de dezembro seguinte; no início de 1787, emitiu um édito contra os abusos dos solicitadores nas igrejas de Ravena; legação renovada por mais um triênio em 10 de julho de 1789; deixou de ser legado em 4 de outubro de 1795. Em 1797, pelo Tratado de Tolentino, Ravenna foi cedida à França.

## Morte
Morreu em Savignano di Romagna em 31 de março de 1796, onde se aposentou (1) . Sepultado, temporariamente, no Collegio di Savignano . Seu corpo foi transferido para Roma e sepultado na capela del Presepe da basílica patriarcal da Libéria, Roma, da qual havia sido protetor